# 31555 Wheeler
31555 Wheeler este un asteroid din centura principală de asteroizi.

## Descriere
31555 Wheeler este un asteroid din centura principală de asteroizi. A fost descoperit pe 7 martie 1999 la Gnosca de Stefano Sposetti. El prezintă o orbită caracterizată de o semiaxă mare de 2,27 ua, o excentricitate de 0,05 și o înclinație de 6,9° în raport cu ecliptica.